# Anna Skjöldebrand
Anna Charlotta Cederström, född Skjöldebrand, född 1 september 1840 i Borgviks församling, Värmlands län, död 5 oktober 1912 i Alsike församling, Stockholms län, var en svensk friherrinna och hovfröken.

## Biografi
Cederström föddes 1840 på Borgviks bruk i Borgviks socken. Hon var dotter till kammarherren Carl August Skjöldebrand och Sofia Antoinetta Groen. Cederström blev 1 oktober 1867 hovfröken hos änkedrottningen Josefina. Hon avled 1912 på Fredrikslunds gård i Alsike socken.

### Familj
Cederström gifte sig 2 oktober 1873 i Stockholm med kabinettskammarherren och godsägaren friherre Carl Cederström (1841–1925). De fick tillsammans barnen sjuksköterskan Charlotta Cederström (1874–1961), museimannen friherre Rudolf Cederström (1876–1944) och godsägaren Anna Cederström (1878–1965).